# プロコンスル (霊長目)
プロコンスル（学名：Proconsul）は、霊長目プロコンスル科に属するアフリカヌス (P. africanus)、ギトンガイ (P. gitongai)、マイヨル (P. major)、メスワエ (P. meswae) の4種が含まれる、絶滅した化石類人猿の1属。いずれも東アフリカの中新世中期初頭の地層から化石が発見されており、4種とも外見上の尾を持たないという共通点が見られるが、現在では人類やチンパンジー、テナガザルなど現生ヒト上科の共通祖先よりも以前に分岐したステムグループに属すると考えられている。なお、以前プロコンスル属とされていたヘセロニ (P. heseloni) とニャンザエ (P. nyanzae) は、エケンボ属に移された。

## 発見
1948年、古人類学者のリーキー夫妻によって東アフリカ、ビクトリア湖に浮かぶルシンガ島の中新世の地層から化石が発見された。その後、湖岸地帯からも多くの獣骨に混じって化石骨が見つかり、詳しく研究された結果、チンパンジーの祖先と考えられるようになった。形態学的に見てP. majorからゴリラが、P. africanusからチンパンジーが派生したとされている。学名の由来は、ロンドン動物園にいた“コンスル”と呼ばれていたチンパンジーの名に、「先祖」という意味をこめてラテン語の 「pro」（それ以前の）という接頭辞を付けたとされる。
なお、“コンスル”とは、古代ローマの最高公職「執政官」をあらわす役職名であるが、これに前記接頭辞「pro」を付した「プロコンスル」（前執政官）も、執政官経験者等に対し、執政官相当の軍事指揮権等を付与する場合の役職名である。

## 特徴
プロコンスル・アフリカヌスの身長は70cm程度、体重10Kg程度で、チンパンジーよりやや小さい。樹上生活をしていたとされる。現生及び化石の類人猿や古人類に特徴的な形質である眼窩上隆起は無く、また下顎骨の内側（舌側面）には、やはり類人猿や初期人類では普通に見られる隆起（「サルの棚」と呼ばれるもの）が無い。しかし犬歯は鋭く、下顎の第1小臼歯の咬頭は1個しかない（人類は2個）。一方、大臼歯の咬頭は5個あるが、これは化石・現生を問わず類人猿の特徴で、他のサル類には見られない（人類は、下顎の第1大臼歯のみ5咬頭、他は4咬頭）。

## 評価の変遷
発見された化石の研究の結果、プロコンスルは小型 (P. africanus)・中型 (P. nyanzae)・大型 (P. major) の3型に分けられ、小型のものはチンパンジーの祖先とされる。20世紀後半までは、プロコンスルは人類とは無関係(人類はラマピテクスなどを祖先とし、現生類人猿とは早くから分岐したとされていた)と考えられていたが、分子時計の解析により、人類とチンパンジーが中新世末から鮮新世初期という、地質年代としてはかなり新しい時代に共通の祖先から分かれたらしいことが明らかとなったことから、プロコンスルは人類の祖先であると言われるようになった。

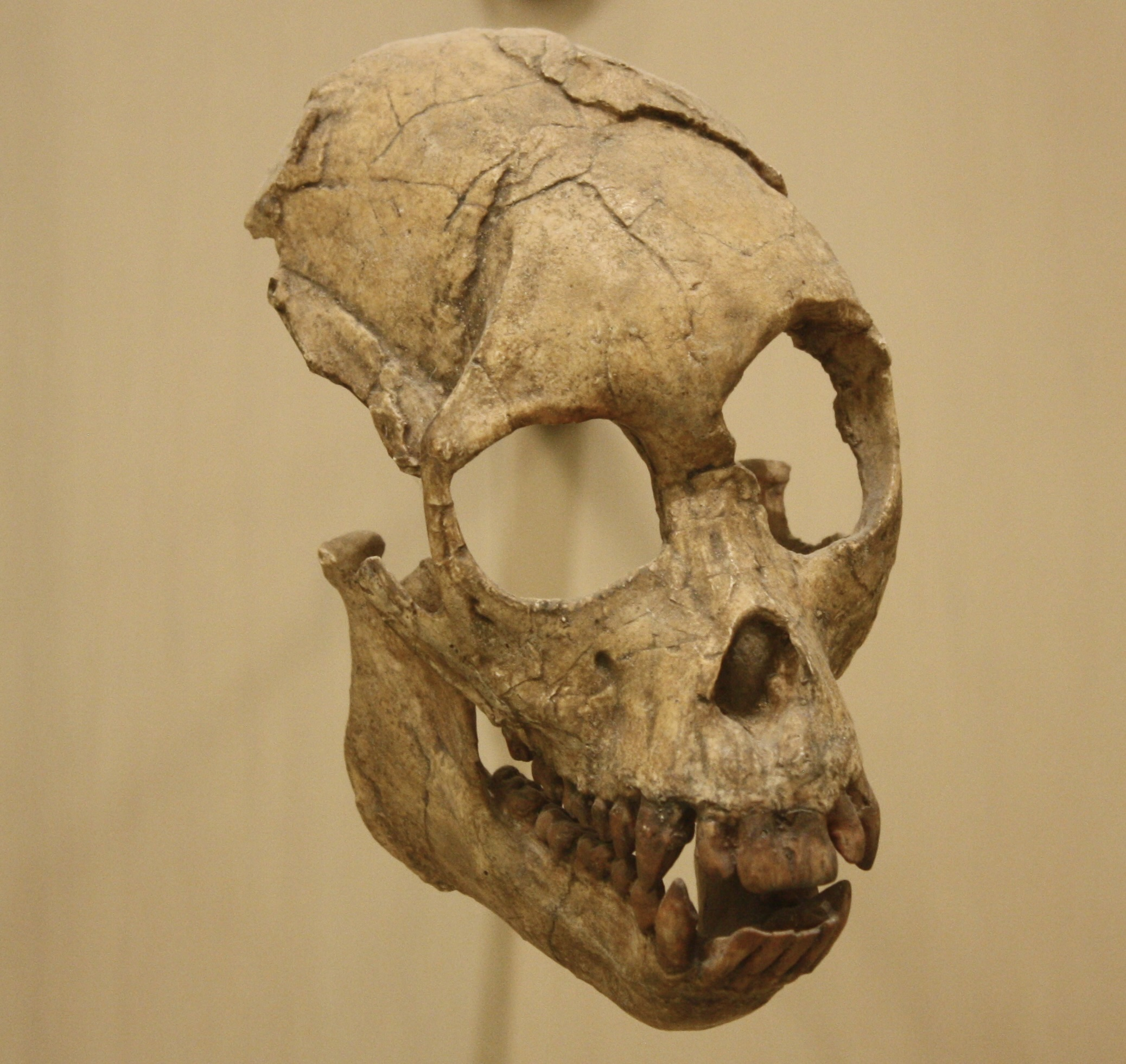
P. africanusの頭骨
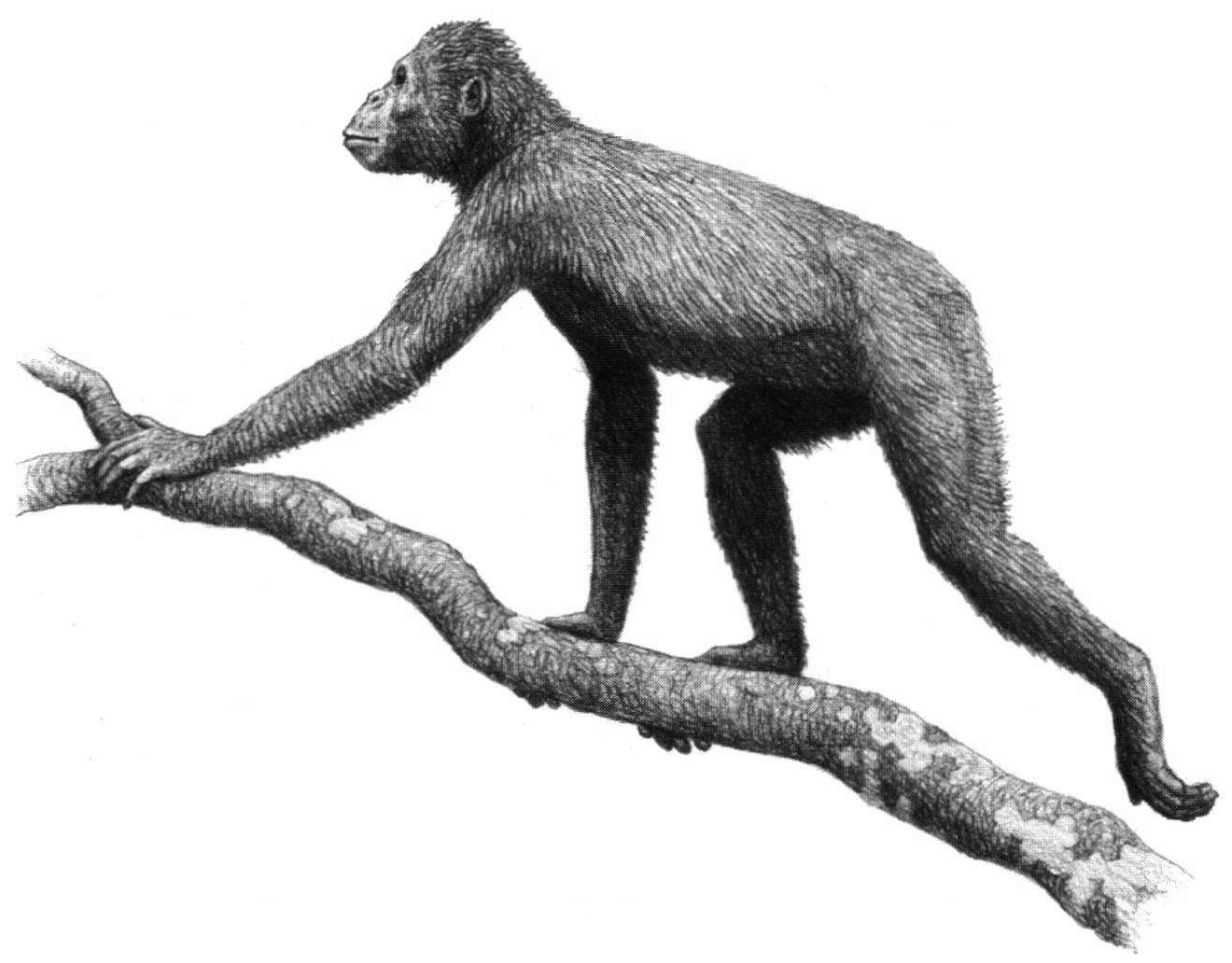
P. africanusの生体復元図